# Shou (Huainan)

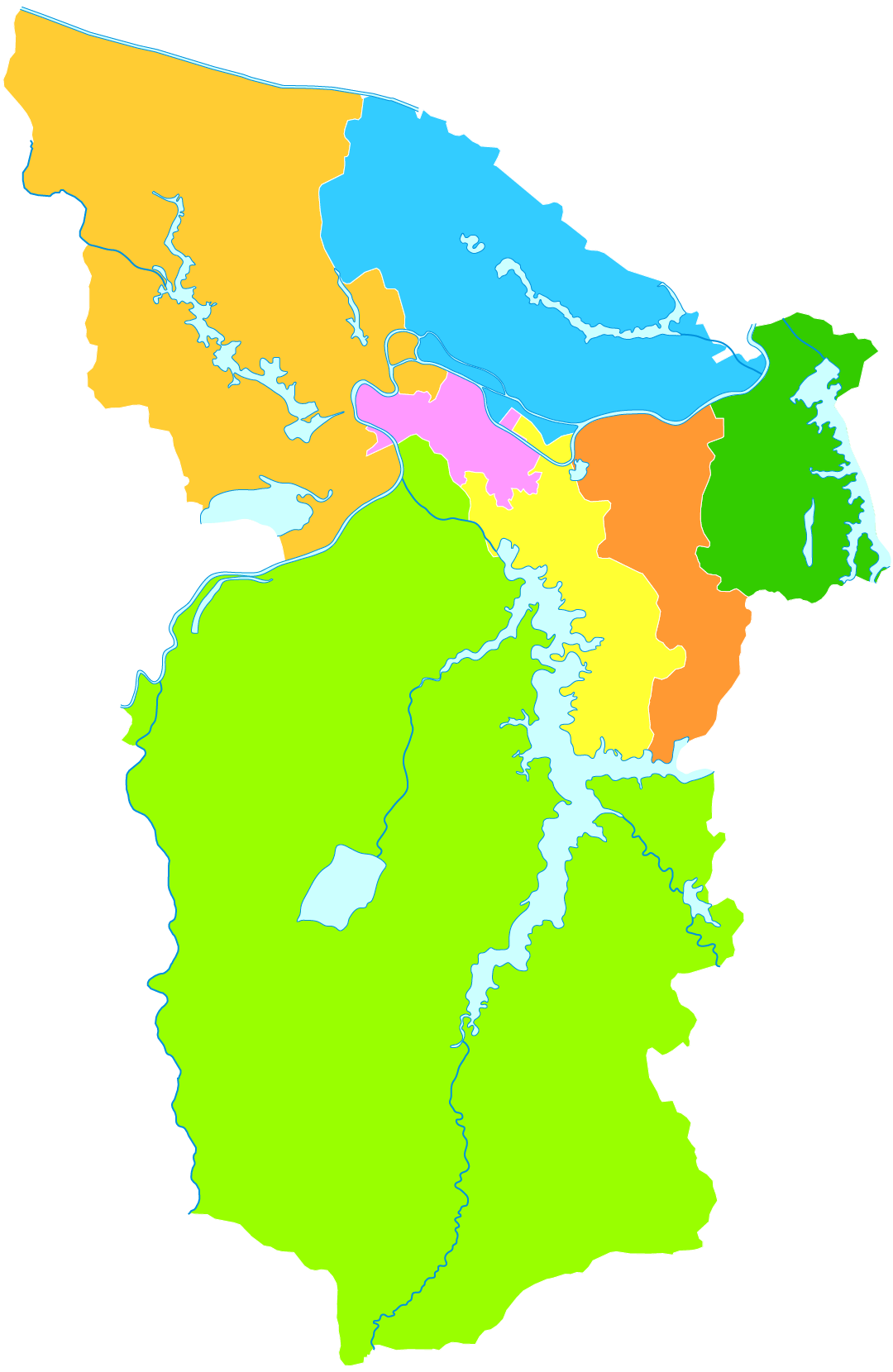
Lage des Kreises Shou im Gebiet der bezirksfreien Stadt Huainan

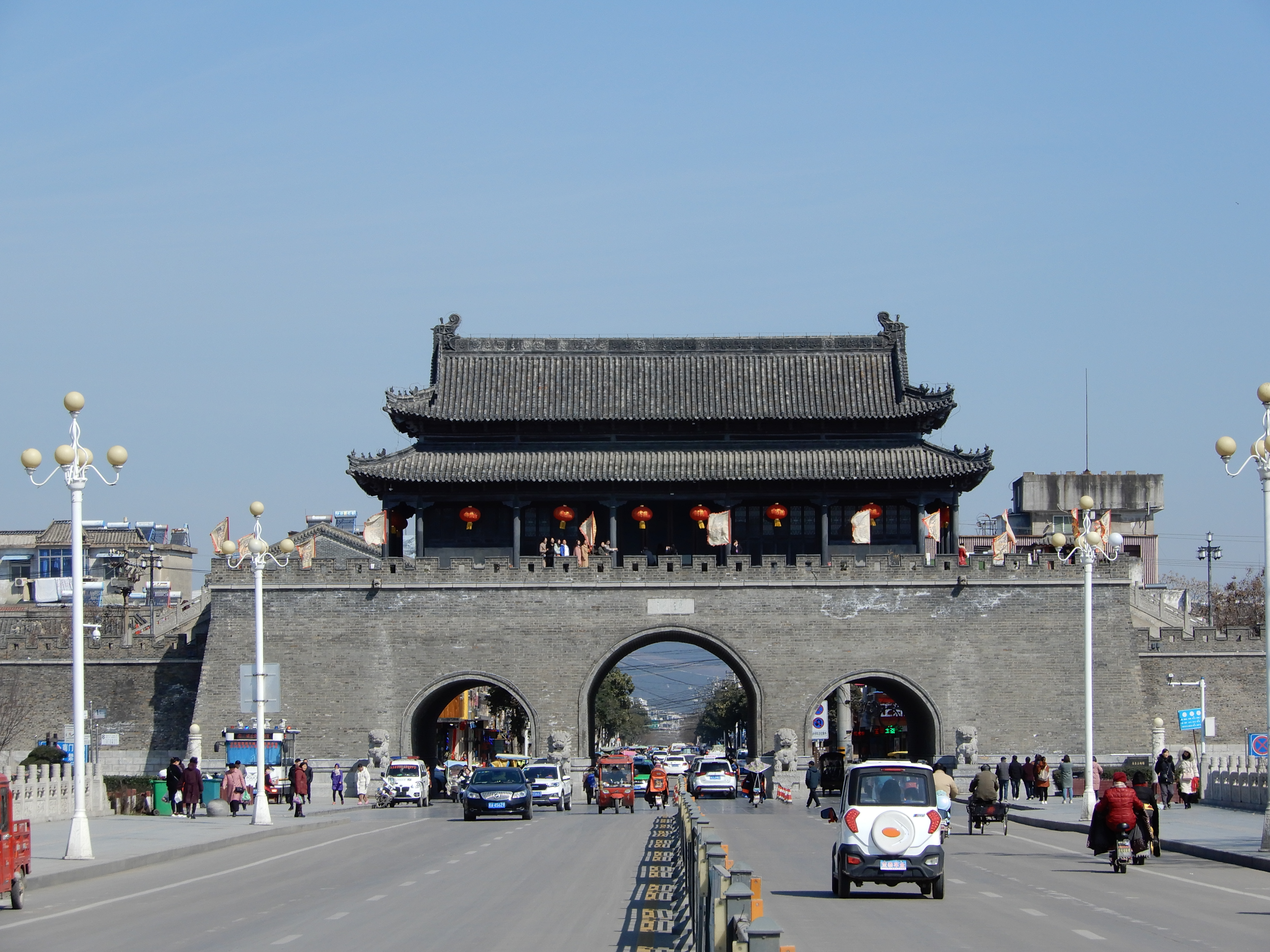
Tor der Alten Stadtmauer Shous

Shou (chinesisch 寿县, Pinyin Shòu Xiàn) ist ein Kreis der bezirksfreien Stadt Huainan im Westen der chinesischen Provinz Anhui. Er hat eine Fläche von 2986 Quadratkilometer und zählt 838 507 Einwohner (Volkszählung 2020). Bis 2015 gehörte er zur bezirksfreien Stadt Lu’an.
Der Kreis liegt südlich des Huai He, der Fluss bildet einen Teil der Nord-West-Grenze. Ganz im Norden liegt der Bagong Shan. Im Osten des Kreises liegt der Wabu-See, in seiner Mitte der Anfeng-Teich (安丰塘, Ānfēng táng), die Westgrenze bildet der Fluss Pi He. Der Anfeng-Teich als Teil des Quebei-Bewässerungsprojekt (芍陂,  Quèbēi) steht zusammen mit der Stätte der Chu-Stadt Shouchun (寿春城遗址, Shòuchūn chéng yízhǐ) aus der Zeit der Streitenden Reiche und der Alten Stadtmauer von Shou (寿县古城墙, Shòuxiàn gǔ chéngqiáng) auf der Liste der Denkmäler der Volksrepublik China.
Landwirtschaft ist der vorherrschende Wirtschaftszweig in Shou, hauptsächlich werden hauptsächlich Reis, Weizen (je etwa 100.000 Hektar) und Raps (30.000 Hektar) angebaut. Weitere Produkte sind Fleisch und Fleischprodukte, Produkte aus Süßwasserkultur, sowie Bambus, Baumwolle und Bekleidung.

## Administrative Gliederung
Auf Gemeindeebene setzt sich der Kreis Shou aus 22 Großgemeinden und drei Gemeinden, davon eine Nationalitätengemeinde, zusammen. Diese sind:
- Großgemeinde Shouchun (寿春镇)
- Großgemeinde Zhengyangguan (正阳关镇)
- Großgemeinde Baoyi (保义镇)
- Großgemeinde Shuangqiao (双桥镇)
- Großgemeinde Yinghe (迎河镇)
- Großgemeinde Banqiao (板桥镇)
- Großgemeinde Yankou (堰口镇)
- Großgemeinde Anfeng (安丰镇)
- Großgemeinde Zhongxing (众兴镇)
- Großgemeinde Yinxian (隐贤镇)
- Großgemeinde Sanjue (三觉镇)
- Großgemeinde Yanliu (炎刘镇)
- Großgemeinde Xiaodian (小甸镇)
- Großgemeinde Wabu (瓦埠镇)
- Großgemeinde Fengzhuang (丰庄镇)
- Großgemeinde Jiangou (涧沟镇)
- Großgemeinde Liugang (刘岗镇)
- Großgemeinde Shuangmiao (双庙集镇)
- Großgemeinde Dashun (大顺镇)
- Großgemeinde Cha'an (茶庵镇)
- Großgemeinde Anfengtang (安丰塘镇)
- Großgemeinde Yaokou (窑口镇)

- Gemeinde Zhangli (张李乡)
- Gemeinde Bagongshan (八公山乡)
- Gemeinde Taodian der Hui (陶店回族乡)